# Atrocolus mariahelenae
Atrocolus mariahelenae é uma espécie de coleóptero da tribo Anacolini (Prioninae), com distribuição restrita ao estado da Bahia (Brasil).

## Descrição
Tegumento castanho-escuro. Cabeça com pontos grossos, densos e bem demarcados e pilosidade curta, ereta e esbranquiçada. Antenas glabras, quase alcançam o meio dos élitros; escapo com pontos finos, rasos e moderadamente densos; III-XI com pontos finos, rasos e pouco evidentes. Pronoto com superfície irregular e pontuação grossa, densa e irregular, exceto na região mediana, deprimida e lisa. Prosterno e mesosterno com pontos finos e densos, no metasterno finos e esparsos. Élitros glabros e com pontuação grossa e densa entre as oito carenas longitudinais. Fêmures e tíbias com pontos finos, rasos e esparsos. Esternitos I-V com pilosidade curta, amarelada e decumbente e densas estrias transversais; esternito V com margem apical truncada; tergito V com margem apical arredondada e com pequena reentrância mediana.